# Rutscheiki (Kaliningrad)
Rutscheiki (russisch Ручейки, deutsch Eszergallen (Kirchspiel Gawaiten), 1936–1938 Eschergallen, 1938–1945 Tiefenort) ist ein Ort im Südosten der russischen Oblast Kaliningrad. Er gehört zur kommunalen Selbstverwaltungseinheit Munizipalkreis Osjorsk im Rajon Osjorsk.

## Geographische Lage
Rutscheiki liegt zwei Kilometer nordwestlich von Smirnowo (Kiauten/Zellmühle) und einen Kilometer westlich der Regionalstraße 27A-012 (ehemalige deutsche Reichsstraße 132), welche die Stadt Gussew (Gumbinnen) über Olchowatka (Walterkehmen/Großwaltersdorf) mit dem russisch-polnischen Grenzübergang nördlich der Stadt Gołdap (Goldap) verbindet.
Durch Rutscheiki führt die Kommunalstraße 27K-279 von Karamyschewo (Pabbeln/Schardingen) nach Smirnowo.
Die nächste Bahnstation Krasnolessje ((Groß) Rominten/Hardteck) ist acht Kilometer entfernt und liegt an der Bahnstrecke Gołdap–Nesterow, welche im Personenverkehr nicht mehr betrieben wird.

## Geschichte
Das frühere Eszergallen gehörte zu 13 Landgemeinden bzw. Gutsbezirken, die am 18. März 1874 den Amtsbezirk Pabbeln (1938–1946 Schardingen, russisch: Karamyschewo) bildeten. Er gehörte zum Landkreis Goldap im Regierungsbezirk Gumbinnen der preußischen Provinz Ostpreußen.
Im Jahre 1936 wurde die Namensschreibweise in „Eschergallen“ verändert, doch nicht für lange Zeit: im Zuge der nationalsozialistischen Umbenennungsaktion erhielt der Ort am 3. Juli 1938 – mit amtlicher Bestätigung vom 16. Juli 1938 – den Namen „Tiefenort“.
Im Januar 1945 wurde der Ort von der Roten Armee besetzt. Die neue Polnische Provisorische Regierung ging zunächst davon aus, dass er mit dem gesamten Kreis Goldap unter ihre Verwaltung fallen würde. Im Potsdamer Abkommen (Artikel VI) von August 1945 wurde die neue sowjetisch-polnische Grenze aber unabhängig von den alten Kreisgrenzen anvisiert, wodurch der Ort unter sowjetische Verwaltung kam. Im November 1947 erhielt der Ort den russischen Namen Rutscheiki und wurde gleichzeitig dem Dorfsowjet Gawrilowski selski Sowet im Rajon Osjorsk zugeordnet. Die polnische Umbenennung des Ortes in Jeziorne im Oktober 1948 wurde nicht mehr wirksam. Von 2008 bis 2014 gehörte Rutscheiki zur Landgemeinde Gawrilowskoje selskoje posselenije, von 2015 bis 2020 zum Stadtkreis Osjorsk und seither zum Munizipalkreis Osjorsk.

### Einwohnerentwicklung
| Jahr | Einwohner |
| ---- | --------- |
| 1910 | 208       |
| 1933 | 216       |
| 1939 | 203       |
| 2002 | 23        |
| 2010 | 26        |

## Kirche
Eszergallen wurde zu Anfang des 20. Jahrhunderts präzise mit dem Zusatz „Kirchspiel Gawaiten“ zitiert, um Verwechselungen mit dem ebenfalls im Landkreis Goldap Dorf „Eszergallen, Kirchspiel Dubeningken (1938–1946 Dubeningen)“ (heute polnisch: Kiepojcie) verwechselt zu werden. Das Kirchspiel Gawaiten (1938–1946 Herzogsrode, heute russisch: Gawrilowo) gehörte zum Kirchenkreis Goldap (heute polnisch: Gołdap) in der Kirchenprovinz Ostpreußen der evangelischen Kirche der Altpreußischen Union. Letzter deutscher Geistlicher war Pfarrer Wilhelm Schiweck.
Während der Zeit der Sowjetunion war kirchliches Leben verboten. Erst in den 1990er Jahren bildeten sich in der russischen Oblast Kaliningrad neue evangelische Gemeinden, deren dem Dorf Rutscheiki nächstgelegene die in Gawrilowo ist. Sie ist in die Propstei Kaliningrad in der Evangelisch-Lutherischen Kirche Europäisches Russland (ELKER) eingegliedert.